# Glad beertje
Het glad beertje (Eilema griseola) is een nachtvlinder uit de familie van de spinneruilen (Erebidae) en de onderfamilie van de beervlinders (Arctiinae). De spanwijdte bedraagt tussen de 32 en 40 millimeter.
De vlinder komt voor in Europa en Noord- en Zuidoost-Azië. Ook in Nederland en België is de vlinder vooral boven zandgrond algemeen. De rups leeft van korstmossen op bomen.
De vliegtijd van het glad beertje loopt van eind mei tot in augustus.

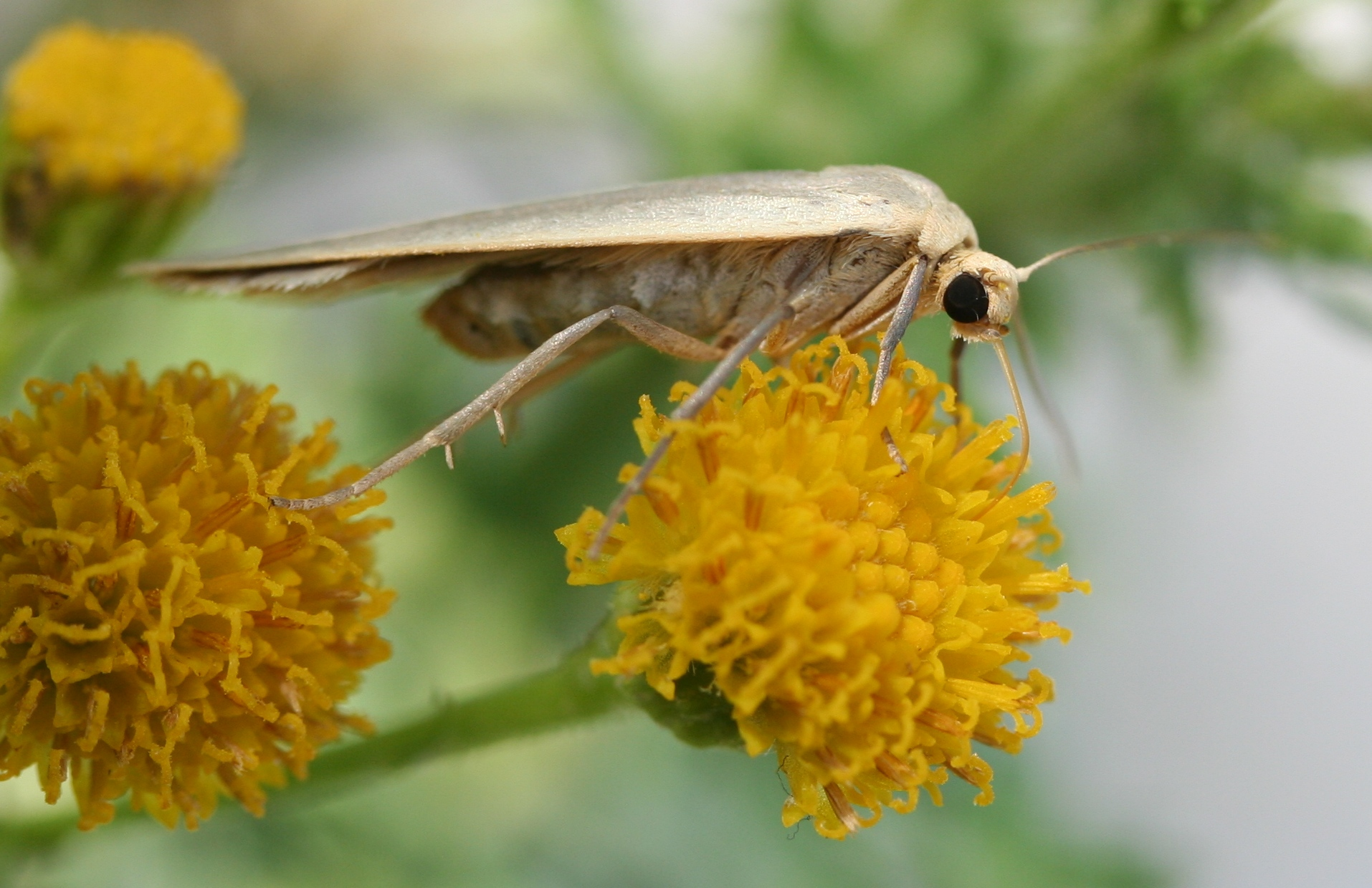